# 1711

## Esdeveniments
Països catalans
- 17 d'abril - Barcelona: Carles III, Comte de Barcelona, en morir el seu germà Josep I, marxa immediatament cap a Àustria on serà nomenat Sacre Emperador Romà, abandonant els catalans a la seva sort.
- 23 de desembre - Cardona (Bages): l'exèrcit borbònic es retira del Setge de Cardona del 1711 durant la Guerra de Successió Espanyola.

Resta del món
- 21 de juliol - el riu Prut: l'Imperi Otomà i el Tsarat Rus signen el Tractat del Prut en el marc de la Gran Guerra del Nord. Aquest representà una derrota russa però aquests van obtenir que els otomans es retiressin de la guerra a canvi d'algunes cessions territorials i el compromís de no interferir en els afers de la Confederació de Polònia i Lituània.

## Naixements
- 26 d'abril, 
  - Edimburg, Escòcia: David Hume, filòsof empirista escocès (m. 1776).[1]
  - Rouenː Jeanne-Marie Leprince de Beaumont, escriptora francesa de la Il·lustració. autora de la versió més coneguda de La bella i la bèstia.[2]
- 11 de setembre, Londres (Anglaterra): William Boyce, compositor anglès (m. 1779).[3]
- 31 d'octubre, Bolonya: Laura Bassi, física italiana, la primera professora i catedràtica d'una universitat europea (m. 1778).[4]
- 11 de novembre, València: Francesc Pérez Bayer, humanista i erudit valencià de la Il·lustració (m. 1794).
- Giuseppe Venturelli, compositor

## Necrològiques
- 14 de gener - Strijensas (Strijen), Països Baixos: Joan Guillem d'Orange-Nassau
- 17 d'abril - Viena: Josep I del Sacre Imperi Romanogermànic (n. 1678).[5]